# 兵庫県立三木総合防災公園
兵庫県立三木総合防災公園（ひょうごけんりつみきそうごうぼうさいこうえん）は兵庫県三木市志染町三津田に所在する防災公園である。

## 概要

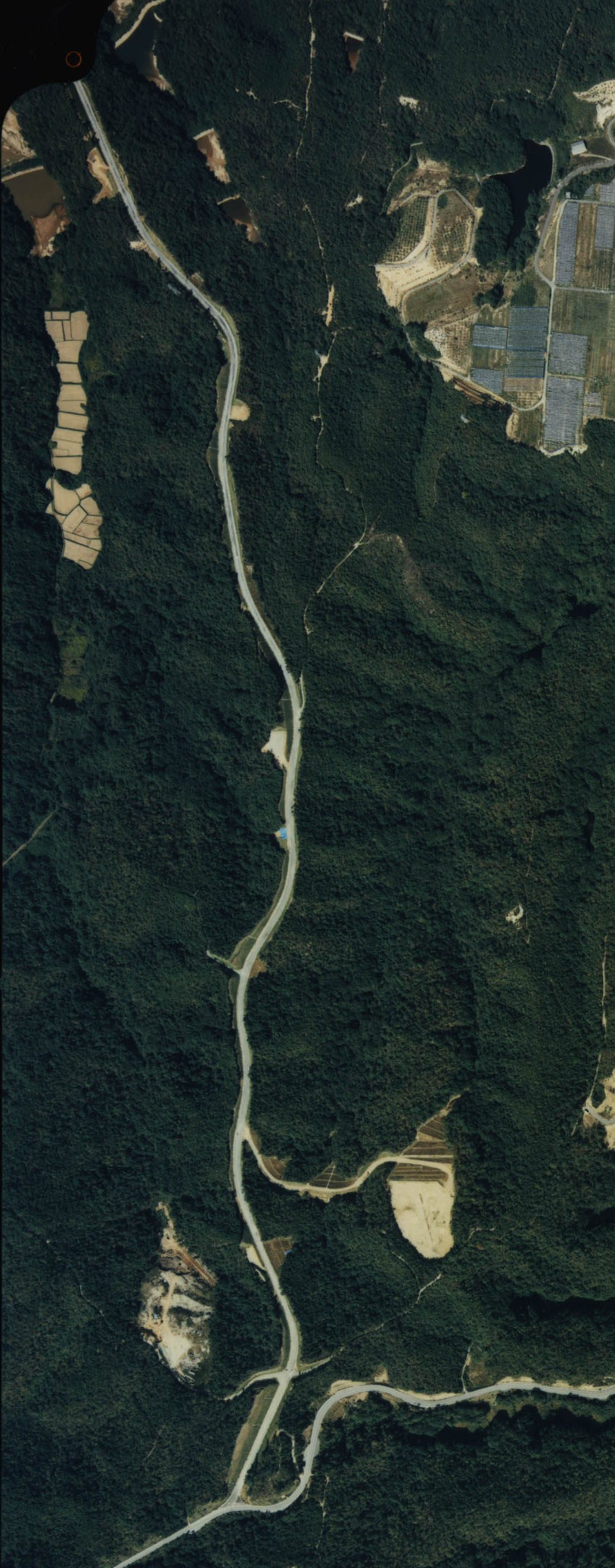
建設前の兵庫県立三木総合防災公園（1985年度撮影）

阪神・淡路大震災における経験を基に整備された面積202.5ヘクタールの広域公園であり、平時には公園として、災害時には物資拠点として利用する目的で整備された。兵庫県の広域防災拠点の拠点地である。当初、名称は「三木震災記念公園」の予定であったが、現在のものに改められた。

## 歴史

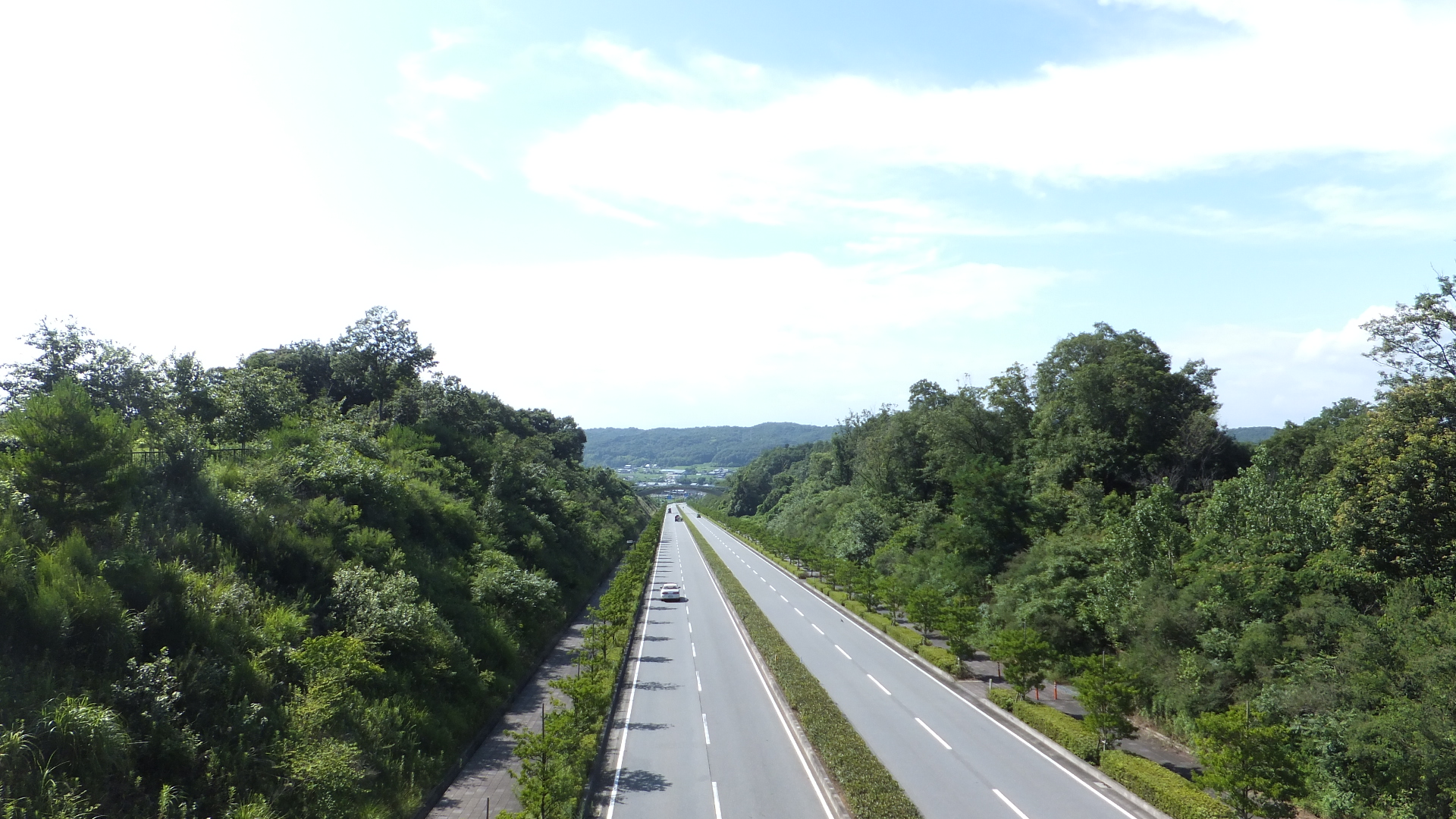
公園の整備により経路が変更された兵庫県道83号平野三木線

- 2003年5月20日 - 公園の整備により兵庫県道83号平野三木線の経路が変更になる。
- 2005年8月 - 兵庫県立三木総合防災公園陸上競技場が完成[5]。
- 2007年3月11日 - みっきぃふれあいマラソンの会場が当地に変更される[6]。
- 2007年10月3日 - ビーンズドームが落成[7]。
- 2011年4月1日 - 兵庫県サッカー協会が競技場や野球場などの施設の業務を委託し、「みきぼうパークひょうご」と呼称する[8]。
- 2012年7月28日 - みっきぃ夏まつりが当地で開催される[9][10]。

## 施設
スポーツの森・自然体験の森の2つのゾーンに分かれている。

### スポーツの森ゾーン
スポーツ施設を中心とした以下の施設がある。

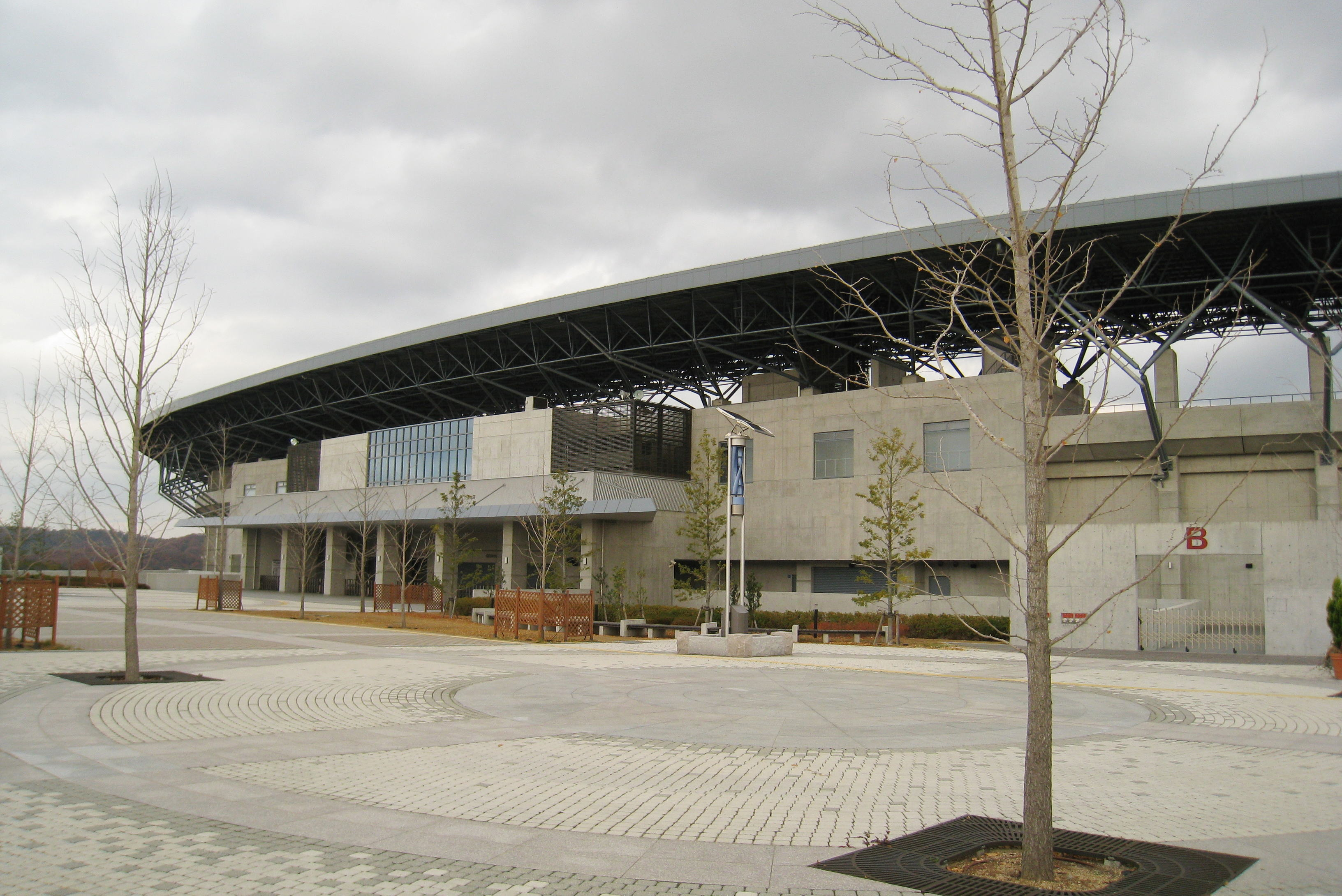
陸上競技場
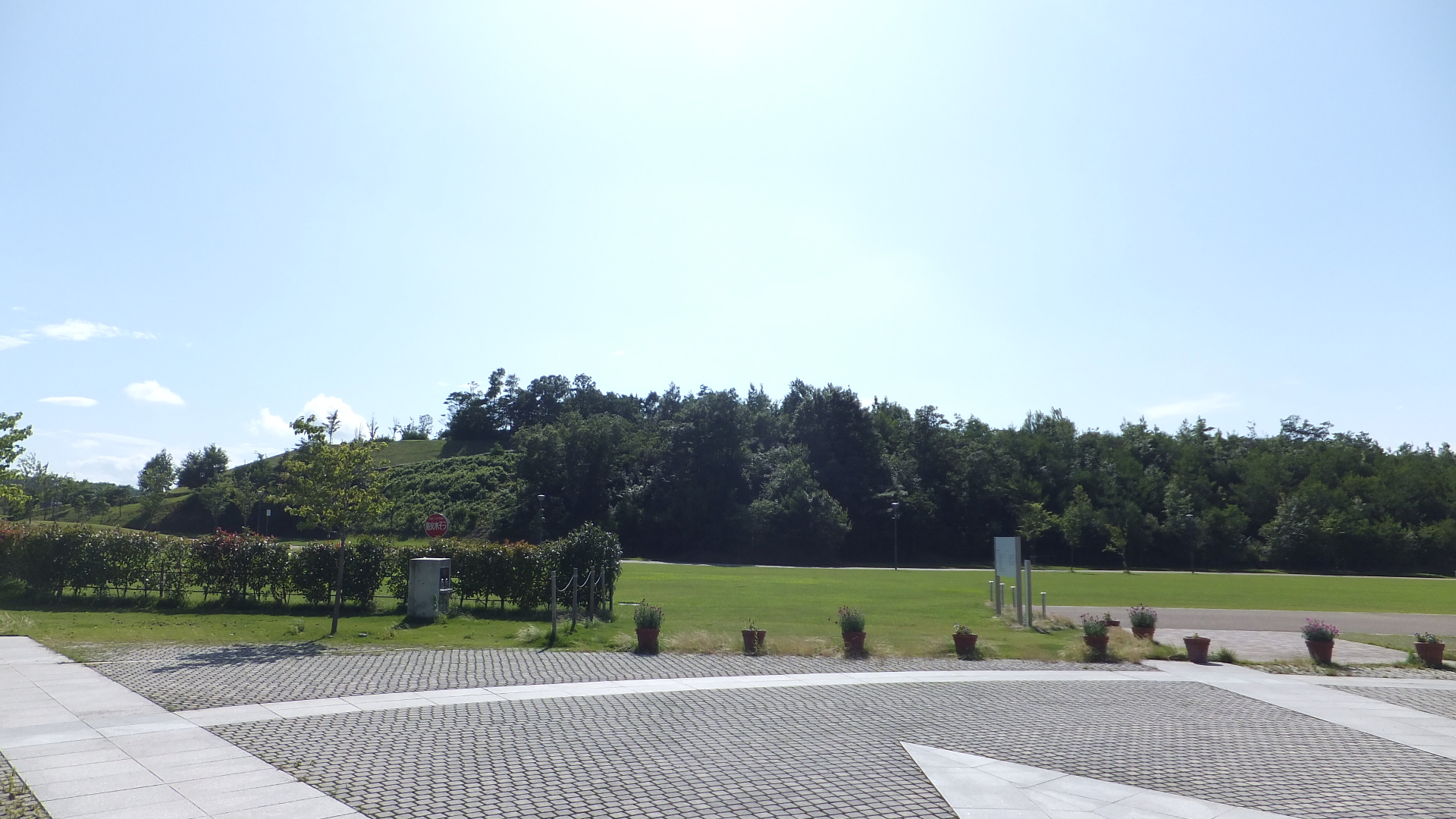
第二陸上競技場
- 野球場 - 関西独立リーグ (2代目)の兵庫ブルーサンダーズが公式戦を実施していたが、チーム名が「神戸三田ブレイバーズ」と変わった2021年から（チーム名は2022年から「兵庫ブレイバーズ」に再改名）は2024年までは開催がなかった[13]。2025年には5年ぶりに2試合の開催が予定されている[14]。また、2014年 - 2016年に同リーグに所属した姫路GoToWORLD（当時は「BASEBALL FIRST LEAGUE」）も公式戦を開催していた[15][16]。2024年4月より命名権による「サムティドリームスタジアム」の愛称が3年間の契約で使用されている[17]。2025年から活動している社会人野球チームサムティ硬式野球部の本拠地としても活用されている。
- 球技場
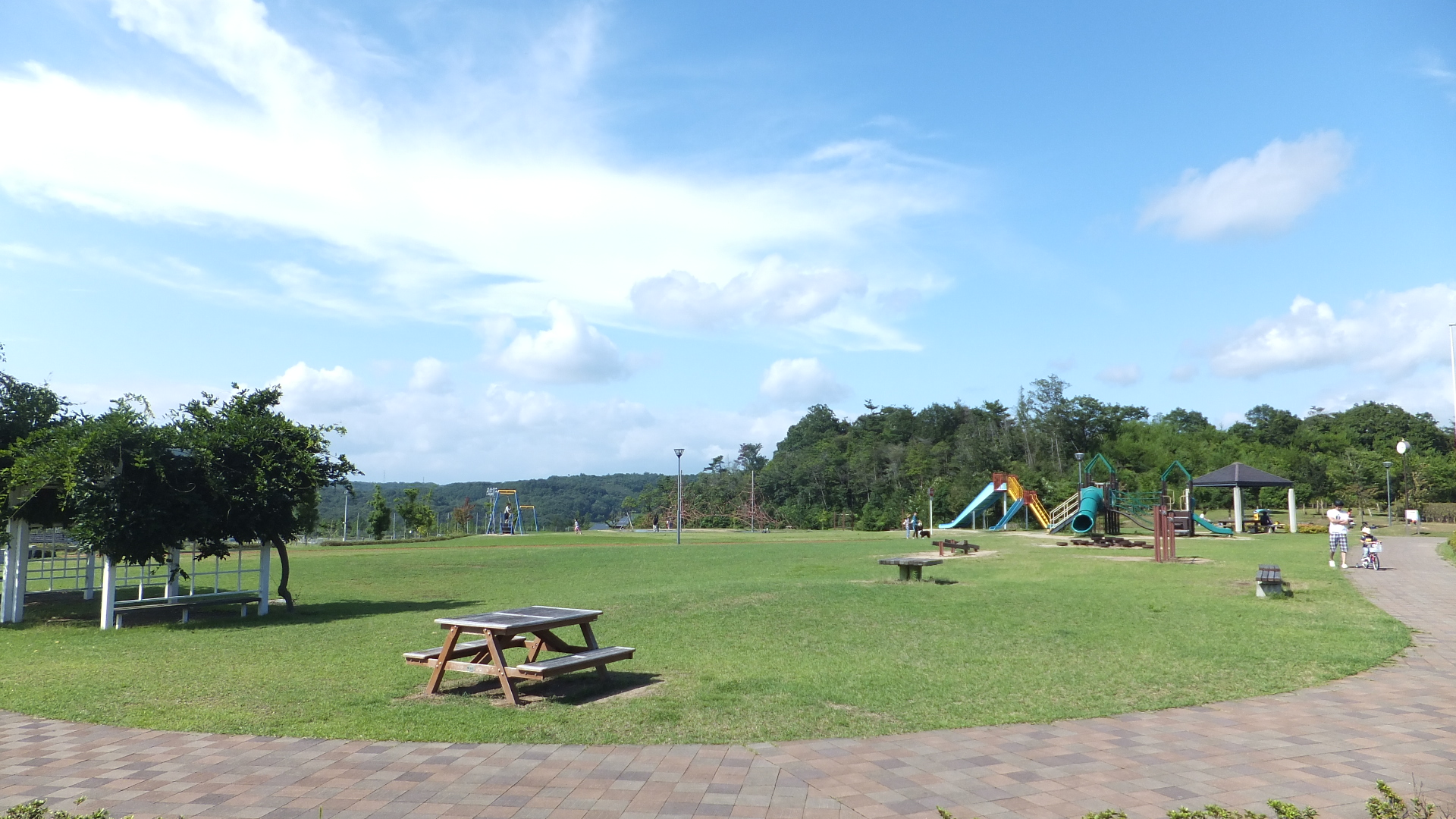
展望広場
- 中央芝生広場
- 桜の広場
- 遊戯広場
- 陸上競技場前芝生広場

- 陸上競技場
- 陸上競技場前芝生広場
- 遊戯広場

### 自然体験の森ゾーン
自然を利用した以下の施設がある。

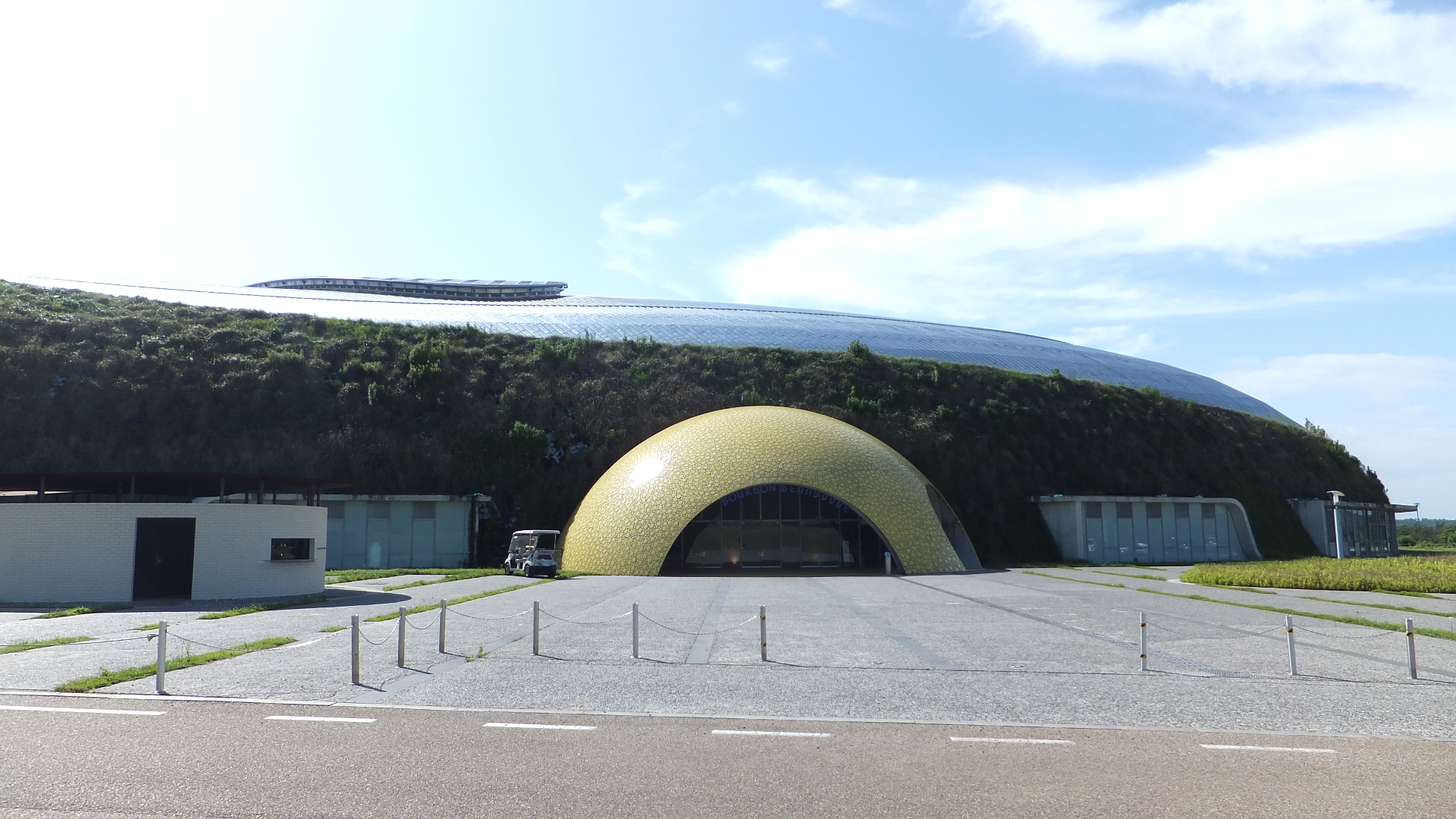
ビーンズドーム
- テニスコート
- グラウンドゴルフ場
- 多目的広場
- 体験広場
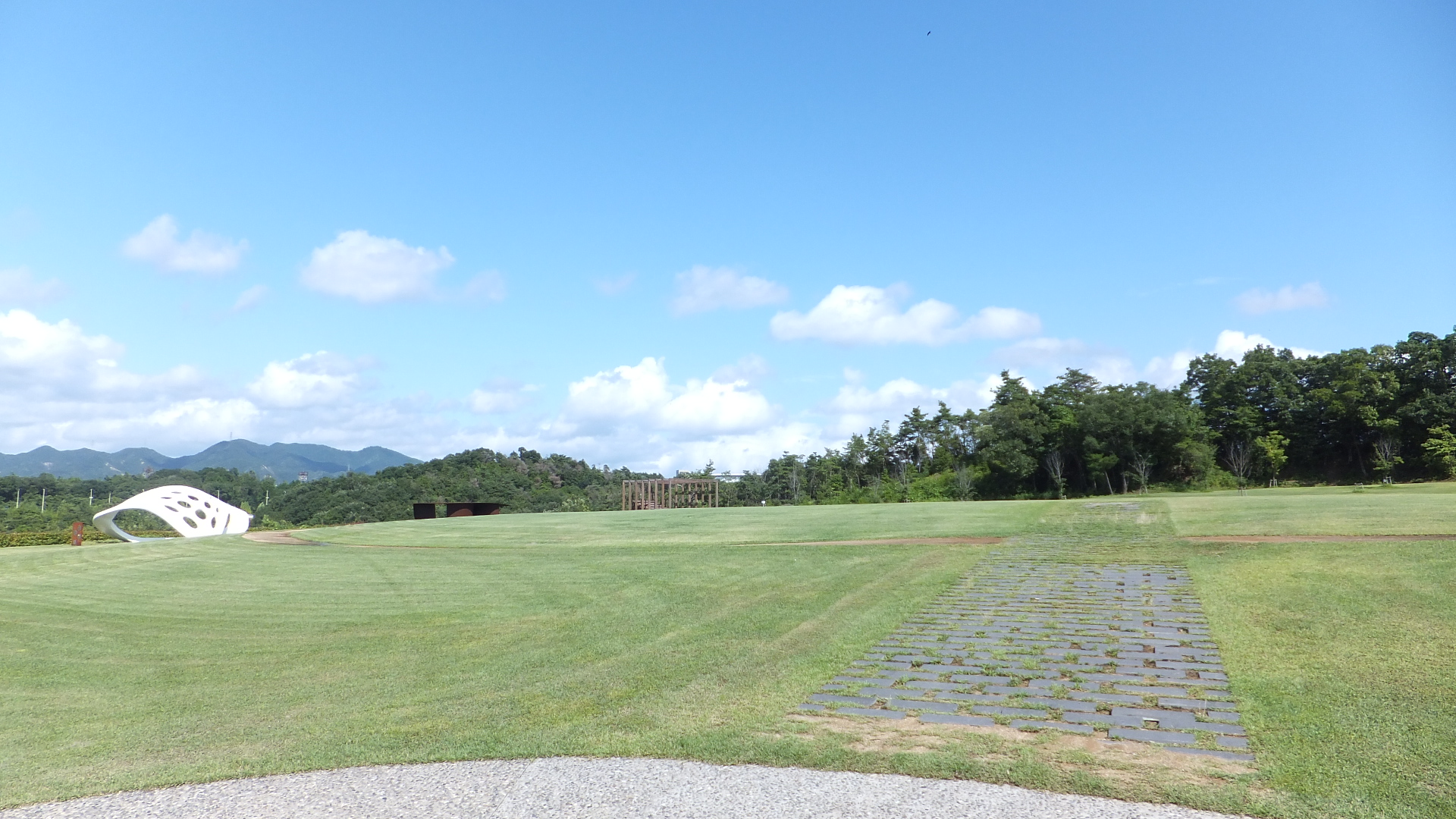
西芝生広場

- ビーンズドーム
- 西芝生広場

### その他
以下の防災関係施設が園内にある。
- 兵庫県消防学校
- 広域防災センター
- E-ディフェンス

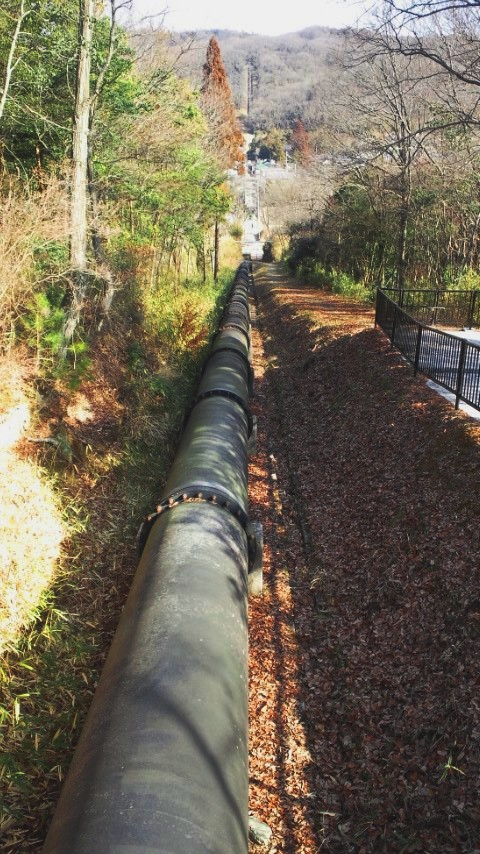
淡河疎水の鋼管

- 公園整備前から設置されていた灌漑用水（農業用水）としての淡河疎水の導水管が園内を通過する（園内途中から暗渠化）。

- 園内に志染の石室（説話伝承地）がある。

## アクセス

### 公共交通機関
- 神姫バス「防災公園前」下車[19]

### 自家用車
- 駐車場あり[19]。

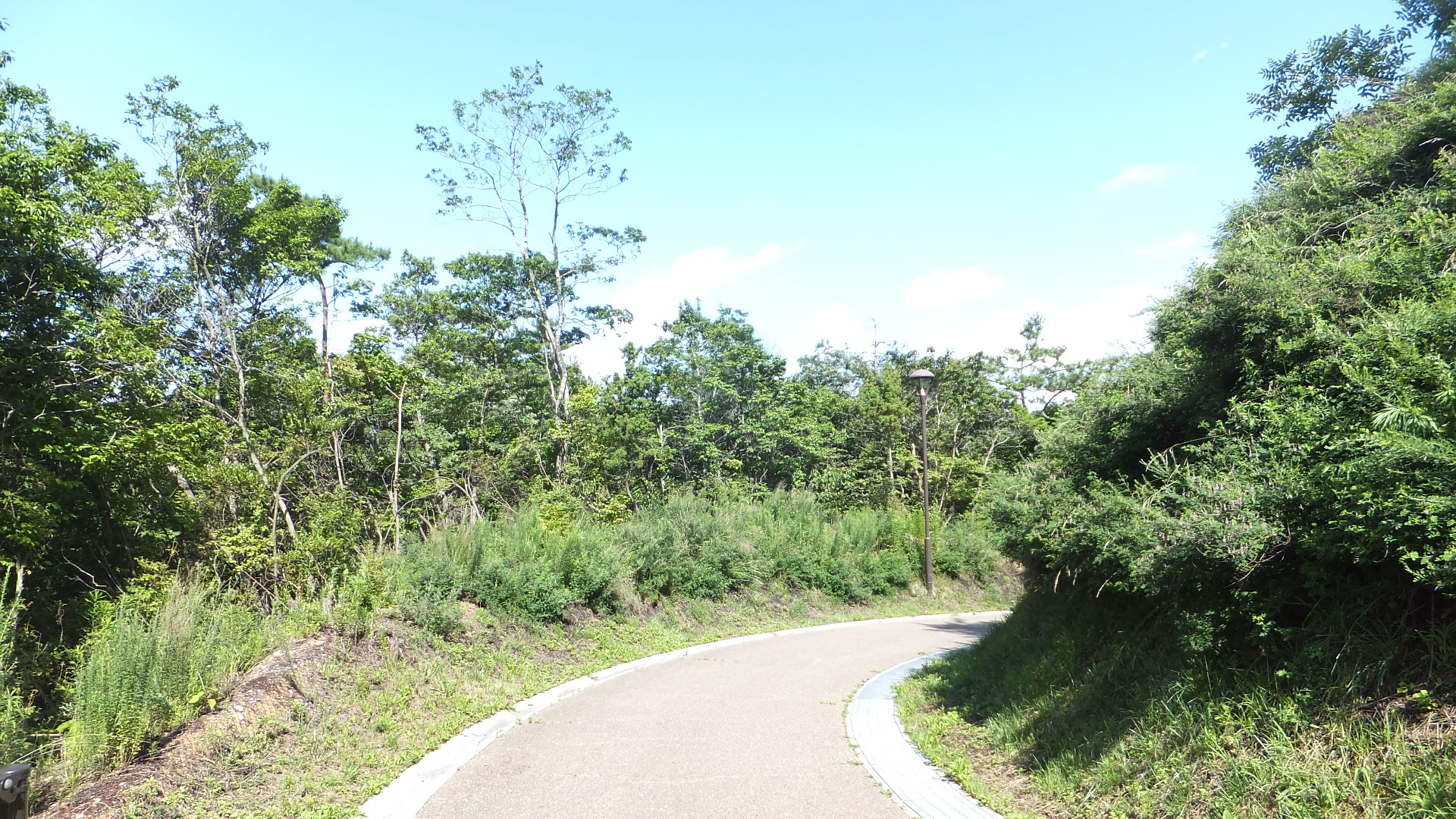
志染町青山と自然体験の森を結ぶ青山遊歩道

## 祭事・催事
- みっきぃふれあいマラソン - 2007年から開催[6]。
- 三木夏まつり花火大会 - 2012年から開催[9][10]。